# Talijanska Cirenaika
Talijanska Cirenaika (talijanski: Cirenaica Italiana) osnovana je 1927., zajedno s Talijanskom Tripolitanijom, a bila je zasebni kolonijalni entitet u Talijanskoj Sjevernoj Africi. Cirenaika se sastojala od istočnog teritorija Libije. U razdoblju između dva svjetska rada ovdje su su odvijale žestoke borbe između talijanskih kolonijalnih snaga i pokreta za nezavisnost. Godine 1931., dugogodišnji vođa pobunjenika Omar Muhtar uhićen je i pogubljen. Godine 1934., Cirenaika postaje dio Talijanske Libije.